# Championnats du monde de taekwondo 2007
Les Championnats du monde de taekwondo 2007 se sont déroulés du 18 au 22 mai à Pékin (Chine).
16 épreuves de taekwondo figuraient au programme, huit masculines et huit féminines, et classifiées par catégories de poids. 

## Hommes
| Catégorie | Or                  | Argent                   | Bronze                            |
| --------- | ------------------- | ------------------------ | --------------------------------- |
| - 54 kg   | Choi Yeon Ho        | Chutchawal Khawlaor      | Batykulov Aslan Rodolpho Osorino  |
| - 59 kg   | Juan Antonio Ramos  | Guillermo Pérez Sandoval | Tamer Bayoumi Lee Sun-jae         |
| - 62 kg   | Filip Grgic         | Nacha Punthong           | Aoub Atik Ferreira Marcel         |
| - 67 kg   | Gessler Viera Abreu | Omid Gholam Zadeh Asl    | Song Myeong-seob Dennis Bekkers   |
| - 72 kg   | Sung Yu-Chi         | Nesar Ahmad Bahavee      | Tommy Mollet Hadi Saei Bonehkonal |
| - 78 kg   | Steven Lopez        | Jang Chang-Ha            | Sébastien Michaud Balars Toth     |
| - 84 kg   | Bahri Tanrikulu     | Tavakgul Bayramov        | Park Min-soo Chilmanov Arman      |
| + 84 kg   | Daba Modibo Keïta   | Morteza Rostami          | Nam Yun-Bae Zrouri Abdelkader     |

## Femmes
| Catégorie | Or               | Argent               | Bronze                              |
| --------- | ---------------- | -------------------- | ----------------------------------- |
| - 47 kg   | Wu Jingyu        | Yaowapa Boorapolchai | Yang Sunochun Charlotte Craig       |
| - 51 kg   | Brigitte Yagüe   | Ana Zanino           | Yajaira Peguero Tazhigulova Nazgul  |
| - 55 kg   | Jun Jin Hee      | Tseng Yi-Hsuan       | Yaimara Rosario Ferrer Andera Rica  |
| - 59 kg   | Lee Sung Hye     | Hamide Bikcin        | Watcharaporn Dongnoi Diana Lopez    |
| - 63 kg   | Karine Sergerie  | Park Hye Mi          | Mona Solheim Nia Abdallah           |
| - 67 kg   | Hwang Kyung-seon | Gwladys Épangue      | Sandra Saric Helena Fromm           |
| - 72 kg   | Maria Espinoza   | Lee In Jong          | Luo Wei Silva Natalia               |
| + 72 kg   | Chen Zhong       | Han Jin Sun          | Tsui Fang-Hsuan Daniela Castrignano |

## Tableau des médailles
| Rg. | Pays               | Médaille d'or, Coupe du Monde | Médaille d'argent, Coupe du Monde | Médaille de bronze, Coupe du Monde |    |
| --- | ------------------ | ----------------------------- | --------------------------------- | ---------------------------------- | -- |
| 1   | Corée du Sud       | 4                             | 4                                 | 4                                  | 12 |
| 2   | Chine              | 2                             | 0                                 | 1                                  | 3  |
| 3   | Espagne            | 2                             | 0                                 | 1                                  | 3  |
| 4   | Turquie            | 1                             | 2                                 | 0                                  | 3  |
| 5   | Chinese Taipei     | 1                             | 1                                 | 2                                  | 4  |
| 6   | Mexique            | 1                             | 1                                 | 1                                  | 3  |
| -   | Croatie            | 1                             | 1                                 | 1                                  | 3  |
| 8   | États-Unis         | 1                             | 0                                 | 3                                  | 4  |
| 9   | Canada             | 1                             | 0                                 | 1                                  | 2  |
| -   | Cuba               | 1                             | 0                                 | 1                                  | 2  |
| 11  | Mali               | 1                             | 0                                 | 0                                  | 1  |
| 12  | Thaïlande          | 0                             | 3                                 | 1                                  | 4  |
| 13  | Iran               | 0                             | 1                                 | 2                                  | 3  |
| 14  | Afghanistan        | 0                             | 1                                 | 0                                  | 1  |
| 15  | Azerbaïdjan        | 0                             | 1                                 | 0                                  | 1  |
| 16  | France             | 0                             | 1                                 | 0                                  | 1  |
| 17  | Kazakhstan         | 0                             | 0                                 | 3                                  | 3  |
| -   | Pays-Bas           | 0                             | 0                                 | 3                                  | 3  |
| 19  | Brésil             | 0                             | 0                                 | 2                                  | 2  |
| 20  | Allemagne          | 0                             | 0                                 | 1                                  | 1  |
| -   | Égypte             | 0                             | 0                                 | 1                                  | 1  |
| -   | Hongrie            | 0                             | 0                                 | 1                                  | 1  |
| -   | Italie             | 0                             | 0                                 | 1                                  | 1  |
| -   | Maroc              | 0                             | 0                                 | 2                                  | 2  |
| -   | Norvège            | 0                             | 0                                 | 1                                  | 1  |
| -   | République tchèque | 0                             | 0                                 | 1                                  | 1  |